# Brasenose College

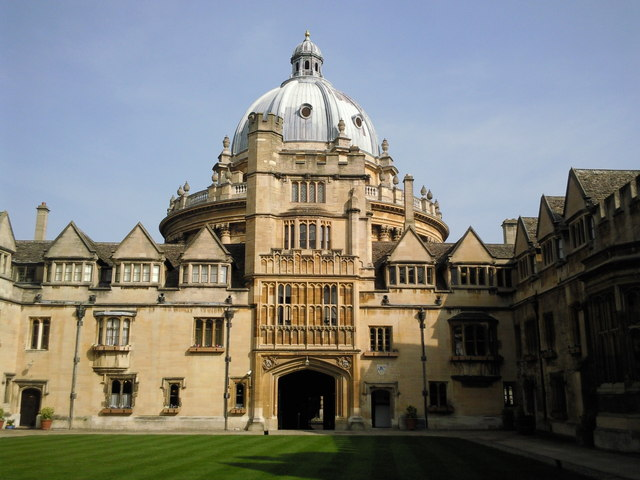
Brasenose Colleges gamla innergård och huvudingång med Radcliffe Camera i bakgrunden.

Brasenose College, formellt The King's Hall and College of Brasenose, är ett college vid Oxfords universitet i Oxford, England, grundat 1509. Colleget ligger vid Radcliffe Square i centrala Oxford. Collegets namn tros syfta på den portklapp i form av en djurnos i brons som fanns på Brasenose Hall här under medeltiden, och som senare också fick ge namn åt colleget.
Några av collegets mest kända alumner är de tidigare premiärministrarna David Cameron och Henry Addington, de australiensiska premiärministrarna Malcolm Turnbull och John Gorton, komikern Michael Palin, miljöaktivisten George Monbiot, grundaren av Ashmolean Museum Elias Ashmole, nobelpristagaren i litteratur William Golding och ärkebiskopen Robert Runcie.